# Érione turquoise
Eriocnemis godini
Espèce
Statut de conservation UICN

 CR (Possibly Extinct) D : 
En danger critique
Statut CITES
L'Érione turquoise, Eriocnemis godini, est une espèce de colibris de la sous-famille des Lesbiinae et de la tribu des Heliantheini, qui est probablement éteinte.

## Répartition
| \| Vallée du rio Guayllabamba, domaine de l'Érione turquoise. Localisation. · Rio Guayllabamba \| Vallée du rio Guayllabamba, domaine de l'Érione turquoise. Localisation. |
| Vallée du rio Guayllabamba, domaine de l'Érione turquoise. Localisation. · Rio Guayllabamba                                                                                |

L'Érione turquoise est mentionnée seulement dans une zone restreinte au nord de l'Équateur et peut-être au sud de la Colombie.
Les seuls spécimens et témoignages concernant cette espèce remontent au XIXe siècle. Il s’agit de six exemplaires dont un seul est documenté comme provenant d’une rive escarpée du rio Guayllabamba, entre 2 100 et 2 300 m d’altitude, au sud de la localité de Perucho, à une vingtaine de kilomètres au nord-est de Quito. Deux autres sont simplement étiquetés « Bogota », une pratique commune au XIXe siècle mais qui n’informe pas nécessairement sur l’origine exacte du spécimen. On peut cependant les associer au département de Nariño, au sud-ouest de la Colombie, sans plus de précision.

## Description
L'Érione turquoise mesure entre 10 et 11 centimètres.  Les deux sexes ont les couvertures alaires et la queue bleu violet, le bec noir droit. Le plumage du mâle est principalement vert, avec la gorge de couleur turquoise.  La tête, couverte de plumes squamiformes vertes paraissant bordées de brun, est marquée d’une tache postoculaire blanche. Le haut du dos est vert bronzé et les parties inférieures vert doré chatoyant chez le mâle. La femelle n’a pas de tache sur la gorge, son plumage est plus terne et le ventre plus doré.

## Statut et protection
Le type d’habitat dont disposait ce colibri sur les bords du rio Guayllabamba a quasiment disparu, ce qui ne peut que contribuer à sa disparition. Sans nouvelles de cette espèce depuis plus de 150 ans, il serait normal de la considérer comme éteinte. Seul le témoignage douteux d’une observation en 1976 permet à l’IUCN de classer l’espèce dans la catégorie CR (en grand péril d’extinction) plutôt que comme éteinte (EX).

## Origine du nom scientifique
Cette espèce fut nommée « godini » par l’ornithologue Jules Bourcier en l’honneur de l‘astronome Louis Godin qui participa en 1736 à la première mission géodésique française en Équateur.